# Michel Gérard
Pour les articles homonymes, voir Michel Gérard (homonymie) et Gérard.
Michel Gérard est un réalisateur français, né le 28 avril 1933 à Nancy (France).

## Biographie
Michel Gérard est l'un des représentants d'un certain type de comédies à la française des années 1970 et 1980 où l'on retrouvait des acteurs comme Paul Préboist, Michel Galabru, Pierre Tornade…
Il termine sa carrière en 1986 après deux polars : Blessure (1985) avec le jeune Florent Pagny et Justice de flic (1986), un des rares premiers rôles de Maurice Risch.
Ses films n'ont fait l'objet d'aucune rétrospective, ont été en grande partie édités en VHS et quelques-uns en DVD.

## Filmographie

### Acteur
- 1970 : Le Petit Bougnat

### Réalisateur
- 1971 : Mais qui donc m'a fait ce bébé ?
- 1972 : Les Joyeux Lurons
- 1973 : Je prends la chose du bon côté
- 1974 : Les Vacanciers
- 1975 : Salut les frangines
- 1975 : Soldat Duroc, ça va être ta fête
- 1977 : Arrête ton char... bidasse !
- 1977 : Dis bonjour à la dame
- 1979 : C'est dingue, mais on y va... !
- 1979 : Les Joyeuses Colonies de vacances
- 1981 : Les Surdoués de la première compagnie
- 1982 : On s'en fout, nous on s'aime
- 1982 : T'es folle ou quoi ?
- 1984 : Retenez-moi... ou je fais un malheur !
- 1985 : Blessure
- 1986 : Justice de flic

### Producteur
- 1972 : Les Joyeux Lurons
- 1973 : Je prends la chose du bon côté
- 1982 : On s'en fout, nous on s'aime
- 1984 : Retenez-moi... ou je fais un malheur !

### Scénariste
- 1971 : Mais qui donc m'a fait ce bébé ?
- 1972 : Les Joyeux Lurons
- 1973 : Je prends la chose du bon côté
- 1974 : Les Vacanciers
- 1975 : Salut les frangines
- 1975 : Soldat Duroc, ça va être ta fête
- 1977 : Arrête ton char... bidasse !
- 1977 : Dis bonjour à la dame
- 1979 : C'est dingue, mais on y va... !
- 1979 : Les Joyeuses Colonies de vacances
- 1981 : Les Surdoués de la première compagnie
- 1982 : On s'en fout, nous on s'aime
- 1982 : T'es folle ou quoi ?
- 1984 : Retenez-moi... ou je fais un malheur !
- 1985 : Blessure
- 1986 : Justice de flic

## Collaboration littéraire
- Le Mensonge - Chronique des années de crise, Ed. Encres (1978)  (ISBN 9782862220055)